# Боркар, Адня
Адня Боркар (англ. Aadnya Borkar; 15 сентября 1987, Бомбей, Индия) — фигуристка из Индии, двукратная чемпионка Индии 2005 и 2006 годов в женском одиночном катании. Живёт и тренируется в Омане. Выступала в  Indian Winx On Ice.

## Спортивные достижения
| Соревнования/Сезоны               | 2004-2005 | 2005-2006 | 2006-2007 |
| --------------------------------- | --------- | --------- | --------- |
| Чемпионаты Индии                  | 1         | 1         |           |
| Junior Grand Prix, Chinese Taipei |           |           | 21        |
| Junior Grand Prix, Канада         |           | 23        |           |
| Junior Grand Prix, Германия       | 38        |           |           |